# (11064) Dogen
(11064) Dogen ist ein Asteroid des Hauptgürtels, der am 30. November 1991 von den japanischen Amateurastronomen Masaru Mukai und Masanori Takeishi am Observatorium in Kagoshima entdeckt wurde.
Benannt wurde er am 6. Januar 2003 nach Dōgen, einem Lehrer des japanischen Zen-Buddhismus, der die Chan-Schule mit der rituell und kollektiv geübten Sitzmeditation Zazen aus China nach Japan übertrug.